# Orquestra Sinfônica KBS
A Orquestra Sinfônica KBS é a mais famosa orquestra da Coreia do Sul. Foi fundada em 1956 como uma orquestra de rádio, a KBS. Entre 1969 e 1981 a orquestra foi reorganizada pelo Estado, mudando seu nome para Orquestra Sinfônica Nacional. Neste período, ela apresentava-se no Teatro Nacional da Coreia. Em 1979 a orquestra fez sua primeira turnê para o exterior, apresentando-se nos Estados Unidos. Em 1984 apresentou-se no Sudeste da Ásia e no Japão em 1985 e 1991.
A orquestra utiliza atualmente o KBS Hall e a sala de concertos do Seoul Arts Center para as suas apresentações.

## Maestros
- Won-Sik Im (1956-1971)
- Yeon-Taek Hong (1971-1981)
- Gyeong-Su Won (1986-1988)
- Othmar Mága (1992-1996)
- Myung-Whun Chung (1999)
- Dmitri Kitajenko (1999-2004)

## Maestros Convidados
- Walter Gilesen (1982-1984)
- Moshe Atzmon (1990-1992)
- Vakhtang Jordania (1990-1996)
- Eun-Seong Park (2000-2002)
- Seung Gwak (2004-2006)

## Maestro Tempo Integral
- Nan-Sae Geum (1981-1992)

## Maestro Emérito
- Won-Sik Im (1998-2002)